# Jasmund

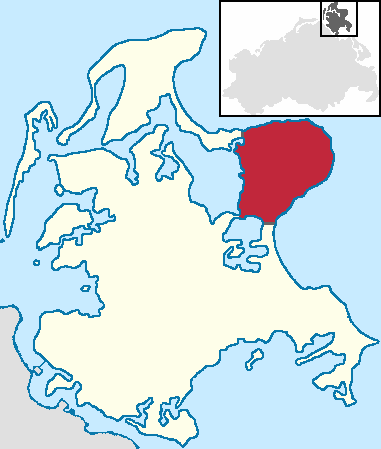
Lage der Halbinsel Jasmund auf Rügen

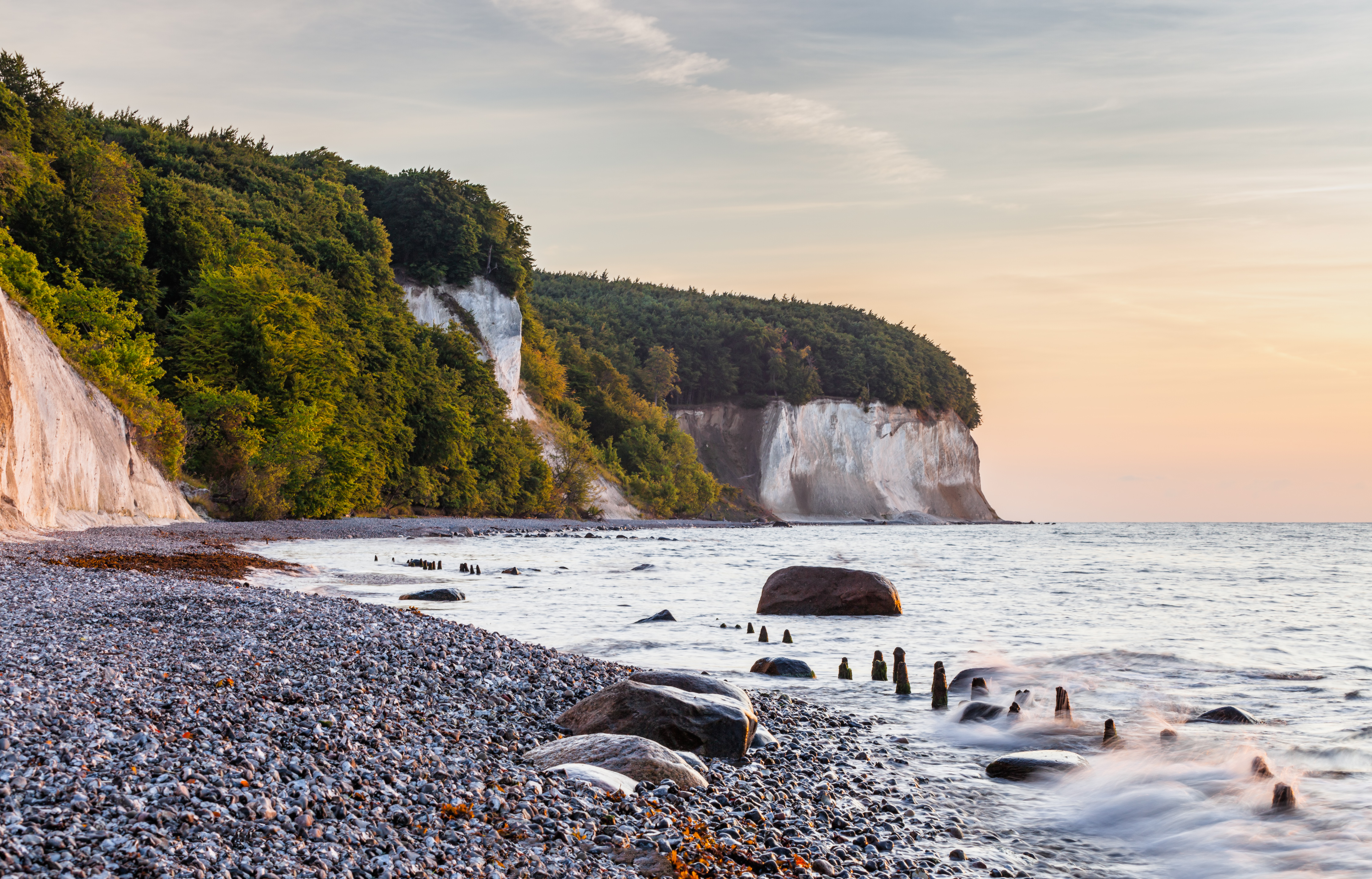
Die Kreideküste

Jasmund ist eine Halbinsel im Nordosten der Insel Rügen. Im Ostteil der Halbinsel wurde 1990 der etwa 30 Quadratkilometer große Nationalpark Jasmund angelegt. Bekannt ist die Halbinsel vor allem wegen ihrer Kreidefelsen.
Die Halbinsel Jasmund ist eng mit der aristokratischen Familie von Jasmund verknüpft, die ihren Ursprung auf der Insel hat und dort bis ins 19. Jahrhundert begütert war. Nach dem Dreißigjährigen Krieg war die Halbinsel eine Zeit lang im Besitz des schwedischen Generals Carl Gustav Wrangel, dann der Grafen De la Gardie, von denen sie Fürst Wilhelm Malte I. zu Putbus erwarb.

## Landschaft
Das Bild der Landschaft prägen eiszeitliche Ablagerungen. Senken werden häufig von kleineren Seen eingenommen. Der markanteste Kreidefelsen ist der 118 Meter hohe Königsstuhl. Die Wissower Klinken, eine weitere bekannte Kreideformation, rutschten am 24. Februar 2005 fast vollständig ins Meer ab, so dass von dieser Attraktion nur noch wenig übrig blieb. Zwei Drittel des Nationalparks Jasmund bedecken verschiedenste Waldformen mit ihren typischen Lebensräumen. Besonders beeindruckend ist der Wald an den Küstenhängen. Hier breiten sich unterschiedlichste Formen mit seltenen Gehölzen, wie Wildbirne, Wildapfel, Eibe und Efeu, aus. Im Rücken der Großen Stubbenkammer liegt die Stubnitz, ein 7,5 Kilometer langer und bis zu 4 Kilometer breiter Buchenwald, an dessen Südende die Stadt Sassnitz liegt. Die verbleibenden Flächen verteilen sich auf Moore, Strand, Wiesen, Weiden sowie Siedlungsbereiche. Ein anderer Einschnitt des Kreidegebirges, die Kleine Stubbenkammer, liegt ostwärts vom Königsstuhl, ist nicht so hoch, aber fast noch steiler und lässt von seinem mit Bäumen und Gebüsch bewachsenen Rand fast senkrecht in die Tiefe zum Meer blicken. In der Nähe des Königsstuhls liegt auch der Herthasee (Borg- oder Schwarzer See), der einen Durchmesser von etwa 150 Metern hat und 11 Meter tief ist. Westwärts stößt ein Burgwall an den See, der einen ovalen Platz einschließt und einen Umfang von 300 Metern hat und westlich fast in einem Viertelkreis von einem zweiten, aber unregelmäßigen Wall eingefasst wird. Man hat diesen Wall, der 136 m ü. NN liegt, für die Reste der Herthaburg gehalten und dahin den Schauplatz der Hertha- oder Nerthus-Sage verlegt, der Wall ist aber viel wahrscheinlicher ein Burg- und Tempelwall aus der Zeit der slawischen Besiedlung Rügens ab dem 7. Jahrhundert, der vielleicht den Tempel des Czernoglowy umschloss.

## Landschaftsgeschichte

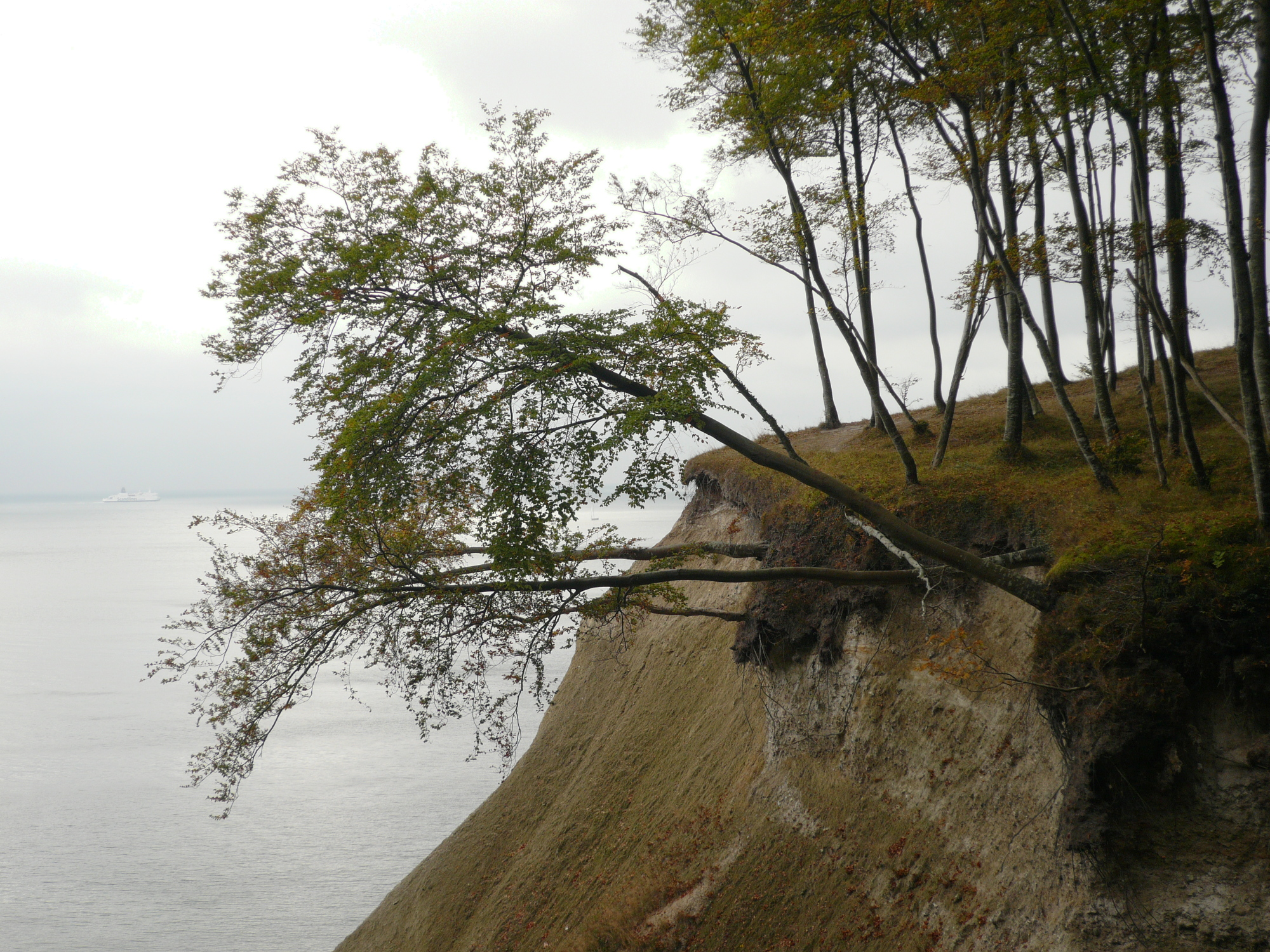
Die Steilküste des Jasmund weicht immer weiter zurück

Glazialdeformation der Kreidegesteine bei Sassnitz. Die Region geriet in der Weichsel-Kaltzeit zwischen den nördlichen Beltsee-Eisstrom und den östlichen Oder-Eisstrom. Hierdurch wurde die Region nach oben gedrückt, heute an deformierten Feuersteinlagen erkennbar.

Jasmund wurde während der letzten Eiszeit von Inlandgletschern überprägt. Sie stauchten die im Untergrund anstehende Kreide und ältere eiszeitliche Schichten zu einem Höhenrücken auf. Er ragt heute mit dem Piekberg, der höchsten Erhebung Rügens, 161 Meter über die Ostsee und besitzt ein stark gegliedertes Relief. Vor etwa 14.000 Jahren endete die Vergletscherung im Gebiet Rügens. Nachfolgend breiteten sich zunächst eine Kältesteppe, später Birken- und Kiefernwälder, dann Eichenmischwälder aus. Während der letzten tausend Jahre herrschten Buchenwälder im Gebiet vor. In abflusslosen Senken entstanden Seen, die verlandeten und zu Mooren wurden. Vor etwa 6000 Jahren stieg der Meeresspiegel auf sein heutiges Niveau an. Hochgebiete wie Jasmund wurden zu Inseln. Durch die abtragende Wirkung von Wellen und Strömungen entstanden Steilufer, die bis heute das Landschaftsbild prägen.

## Naturschutzgeschichte

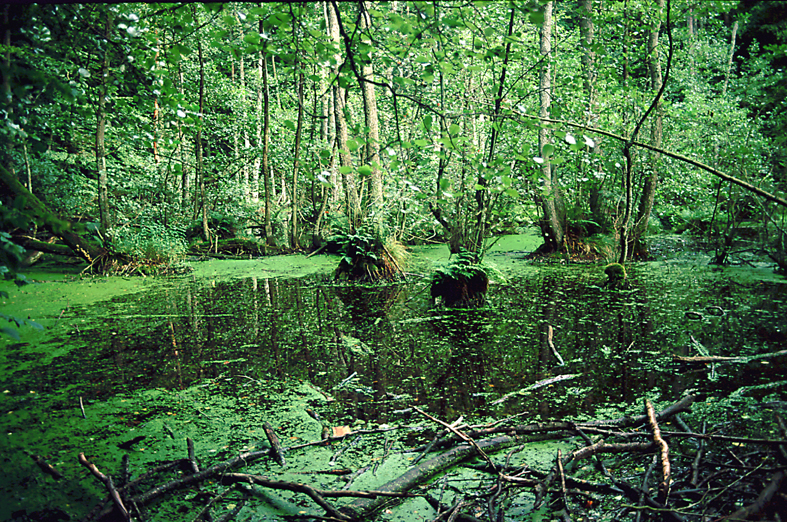
Sumpf im Nationalpark Jasmund

Die Geschichte des Naturschutzes auf Jasmund reicht bis ins 16. Jahrhundert zurück. Ziel war zunächst der rein wirtschaftlich begründete Schutz des Waldes als Rohstoffquelle. Vor diesem Hintergrund wurde 1586 eine erste Holzordnung erlassen. Sie steht am Anfang jahrhundertelanger Bemühungen um eine nachhaltige Waldnutzung. Zu Beginn des 20. Jahrhunderts drohte die Zerstörung der Steilufer durch den Kreideabbau. Dies rief Naturliebhaber auf den Plan und 1929 wurde das Naturschutzgebiet Jasmund per Polizeiverordnung ausgewiesen. Diesem folgte 1986 das Naturschutzgebiet Quoltitz im Westteil des heutigen Nationalparkes. Mit der politischen Wende in der DDR drohte dem Gebiet die Gefahr der hemmungslosen touristischen Vermarktung. 1990, im Zuge des Nationalparkprogramms der DDR, konnte schließlich auch der Nationalpark Jasmund etabliert werden. Damit fand eine Idee ihre Umsetzung, die 1964 von Lebrecht Jeschke erstmals formuliert worden war.

## Geologie

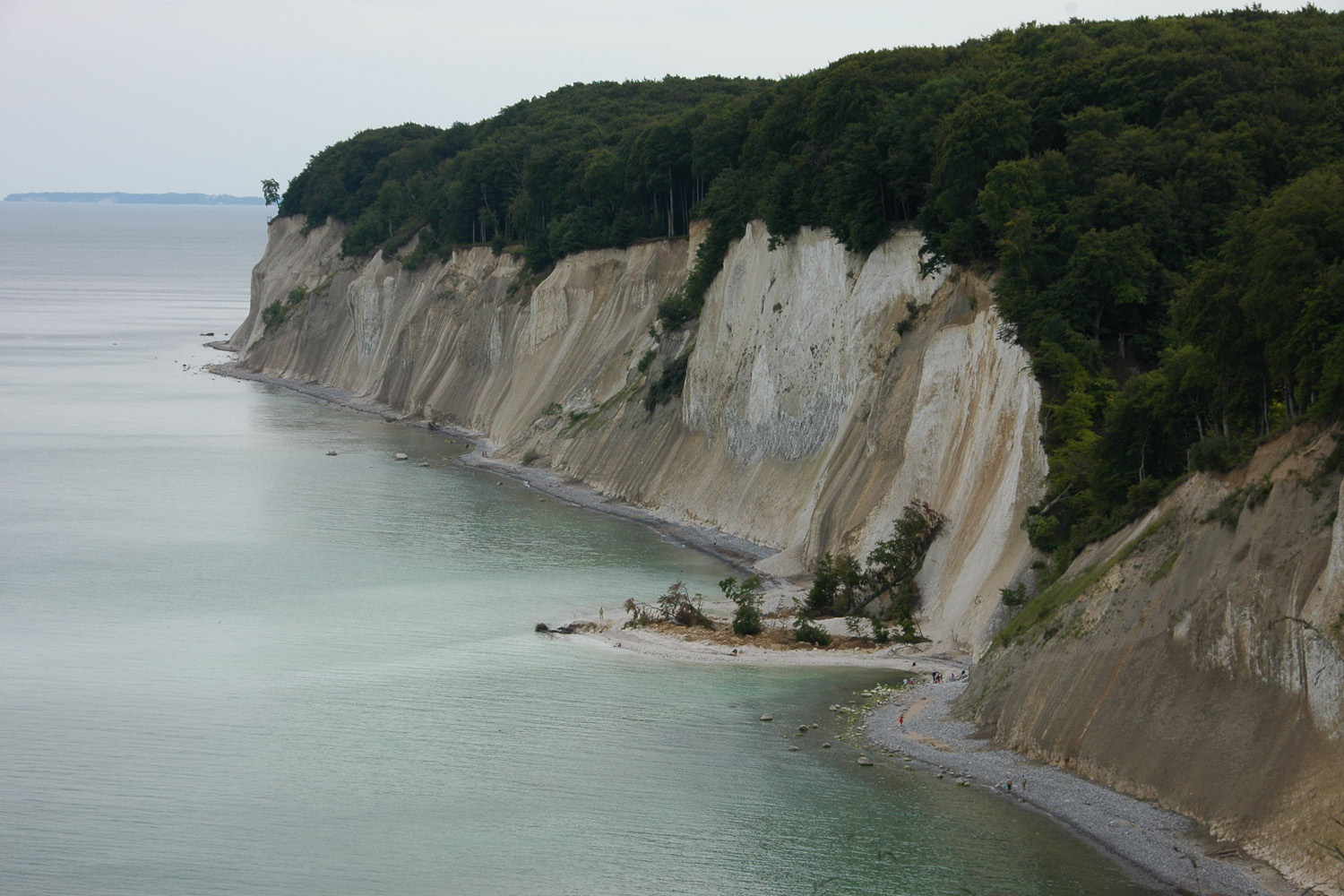
Abbruch des Steilufers im Jahr 2007 nahe dem Kieler Bach

Die aktiven Steilufer der Halbinsel Jasmund stellen den größten geologischen Aufschluss Norddeutschlands dar. Auf Grund der sturmexponierten Lage Jasmunds sind die Steilufer bis in die Gegenwart aktiv, d. h., es finden immer wieder Abtragungsprozesse statt, die die Küstenlinie allmählich ins Hinterland verlagern, und verhindern, dass sich eine Pflanzendecke ausbreiten kann. So sind hier ständig  Gesteinsschichten aufgeschlossen, die anderen Orts nicht oder nur punktuell und zeitlich begrenzt zugänglich sind.
Bei einer Strandwanderung trifft man nicht nur auf die weiße Kreide mit Schichten schwarzer Feuersteinknollen. Auch Geschiebemergel, die von eiszeitlichen Gletschern abgelagert worden sind, sowie sandige Ablagerungen von Schmelzwässern bauen den Untergrund auf. Mit den eiszeitlichen Geschieben, unter ihnen einige der größten Findlinge Rügens, finden sich Dokumente für viele Epochen der erdgeschichtlichen Vergangenheit des skandinavisch-baltischen Raumes.
Durch kalkhaltiges Quellwasser bildete sich am Stubbenhörn eine Travertinkaskade, die einige Bekanntheit erlangte; nach Versiegen der Quellen Mitte des 20. Jahrhunderts kam die Travertinbildung jedoch zum Erliegen.

## Etymologie
Der Name der Halbinsel Jasmund ist germanischen Ursprungs und wurde 1249 erstmals als terra Jasmundia erwähnt. Die Bezeichnung wird vom skandinavischen Personennamen Ásmundr hergeleitet.

## Gemeinden
Auf der Halbinsel liegen die Gemeinden Sassnitz, Lietzow, Sagard, Lohme und Glowe.